# بسكويتة زنجبيل
بَسْكَوُِيتَة الزنجبيل (بالإنجليزية: Ginger biscuit أو Ginger snap)‏ هو بسكويت بطعم الزنجبيل، وذلك باستخدام مسحوقه ومجموعة متنوعة من التوابل الأُخَر، وأكثرها شيوعًا القرفة ودبس السكر  والقرنفل. ثمة العديد من الوصفات.

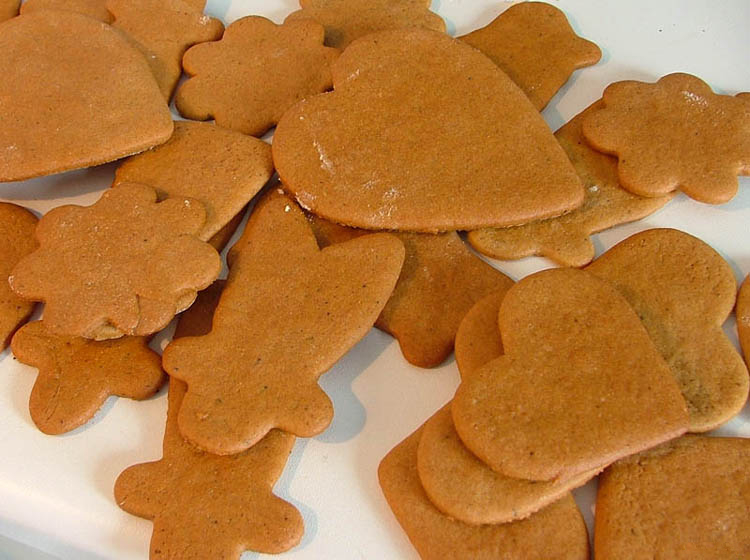
بسكويت الزنجبيل على طريقة أوربة الشمالية